# Csípőcsont

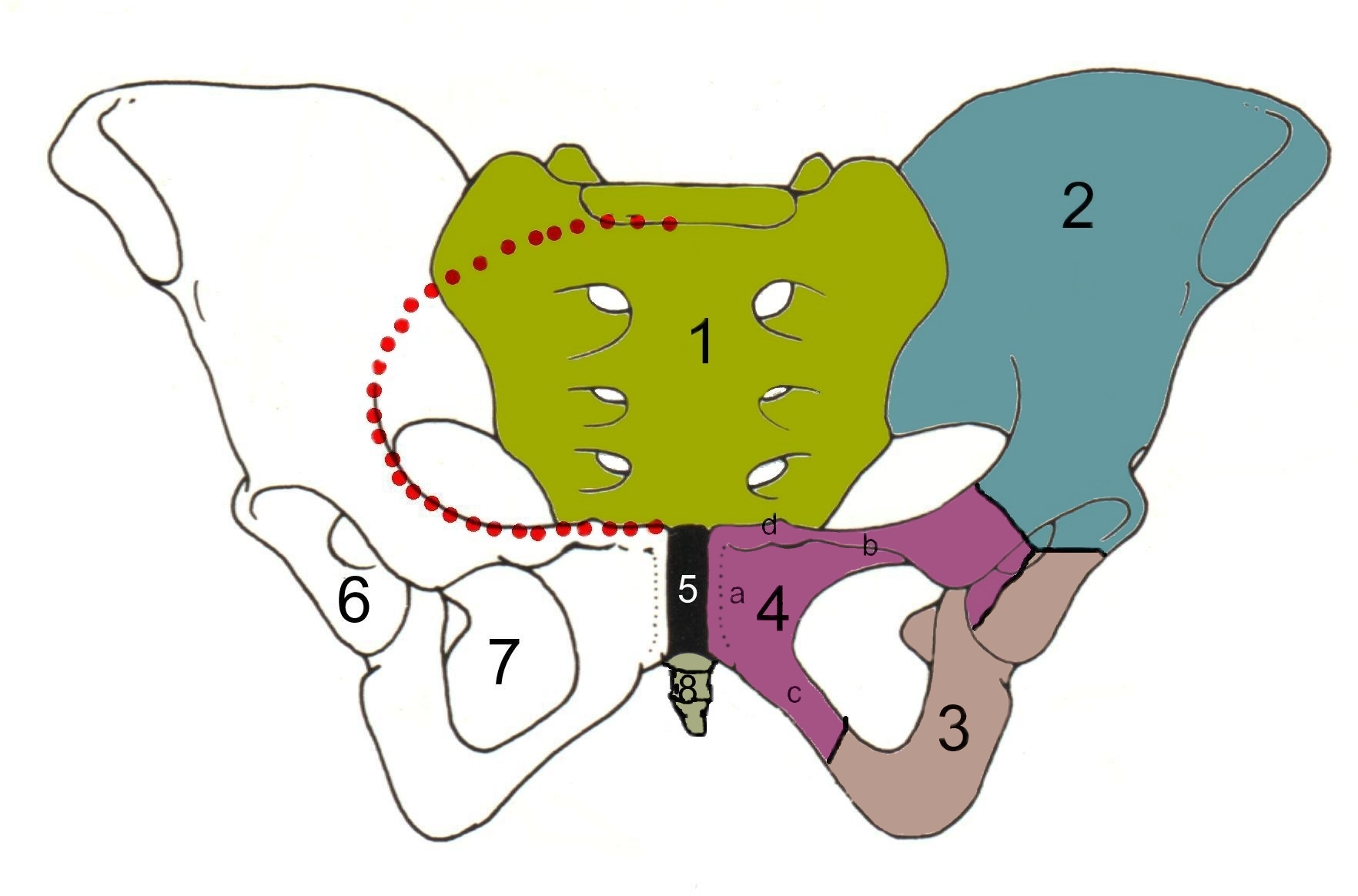
1. keresztcsont, 2. csípőcsont, 3. ülőcsont, 4. szeméremcsont, 5. symphysis pubica, 6. csípőízületi árok, 7. foramen obturatorium, 8. farokcsont, (vörös pontozott vonal: linea terminalis)

A csípőcsont (os ilium) a csontos medence legfelső és egyben legnagyobb csontja, amely a legtöbb gerincesnél, köztük a madaraknál és az emlősöknél is megtalálható, a csontos halak azonban nem rendelkeznek vele. A kígyók kivételével a hüllők csontvázának is részét képezi, bár néhány kígyónál is felfedezhető egy apró csont, ami csípőcsontnak tekinthető.
Latin eredetű nevének (ile, ilis) jelentése 'ágyék' vagy 'horpasz'.
Az ember csípőcsontja két részre oszlik, a testre és a lapátra; határuk a belső felületen az ívelt vonal (linea arcuata) mentén, illetve a külső szegélynél, az ízületi ároknál található.

## Test (corpus ossis ilii)

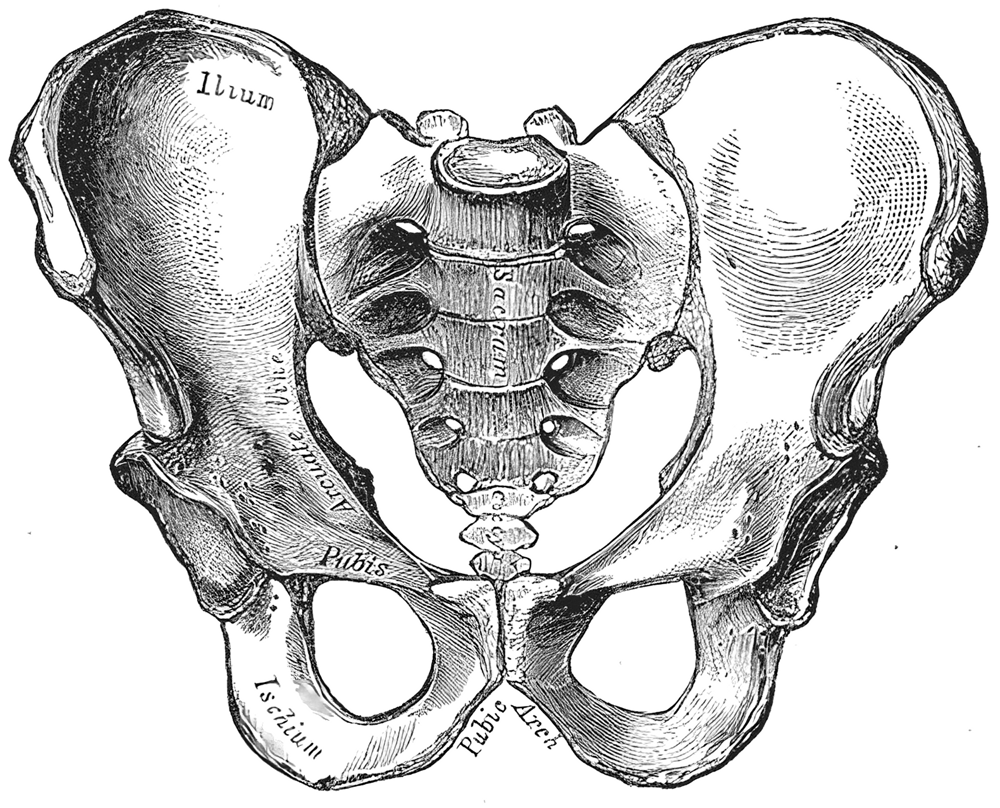
Férfi medence

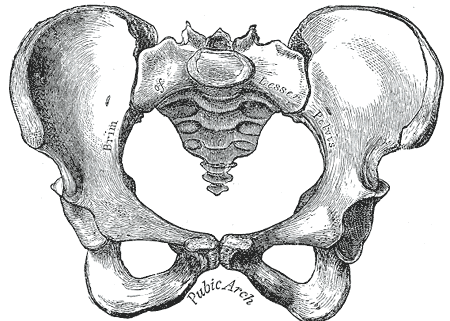
Női medence

A test vagy oszlop az ízületi ároknál válik az alakzat tagjává, melynek két ötöd részét képezi.
A külső szegélye részben az ízületi árok holdas felületét alkotja, részben pedig az ízületi árokhoz tartozik.
A test belső felülete a kismedence falának része, és a belső elfedő izom néhány szálának kapcsolódási pontja.
Alul az ülőcsont és a szeméremcsont medenceövi felületével folytatódik, melyek kapcsolódásának helyét egy halvány vonal jelzi.

## Lapát (ala ossis ilii)
A lapát vagy szárny a legnagyobb rész, ami a medenceövet oldalirányban határolja. Vizsgálat tárgyaként egy külső és egy belső felülettel, valamint egy elülső és egy hátulsó szegéllyel szolgál.

## Csípőtaréjok távolsága
Az embernél csípőtaréjok távolsága, ami a csípőcsontok felső részének szegélyénél mérhető, a medence legnagyobb szélessége.
Az átlagos felnőtt nőknél 27,6 centiméter széles, az átlagos felnőtt férfiaknál pedig 28,1 centiméter. Legjobban antropometrikus körzőkkel mérhető (az erre a mérésre tervezett eszköz a medencekörző). A csípőtaréjok távolságának mérőszalagos mérése a görbe felület miatt pontatlan eredményre vezet.
A csípőtaréjok távolságának mérése hasznos a szülészetben, mivel a túl kicsi vagy túl nagy medence szülési komplikációkat okozhat. Például egy nagy méretű baba és/vagy egy kis méretű medence gyakran halálhoz vezet, ha nem hajtanak végre császármetszést.
Emellett a mérést az antropológusok a testtömeg megbecslésére is használják.

## Galéria

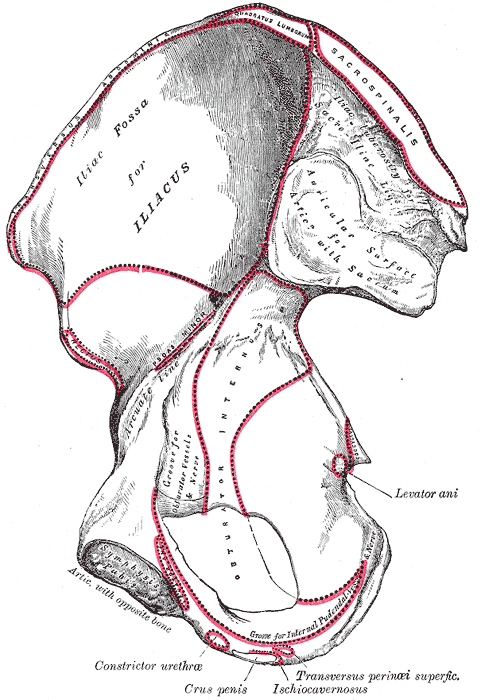
A jobb csípőcsont belső felülete.
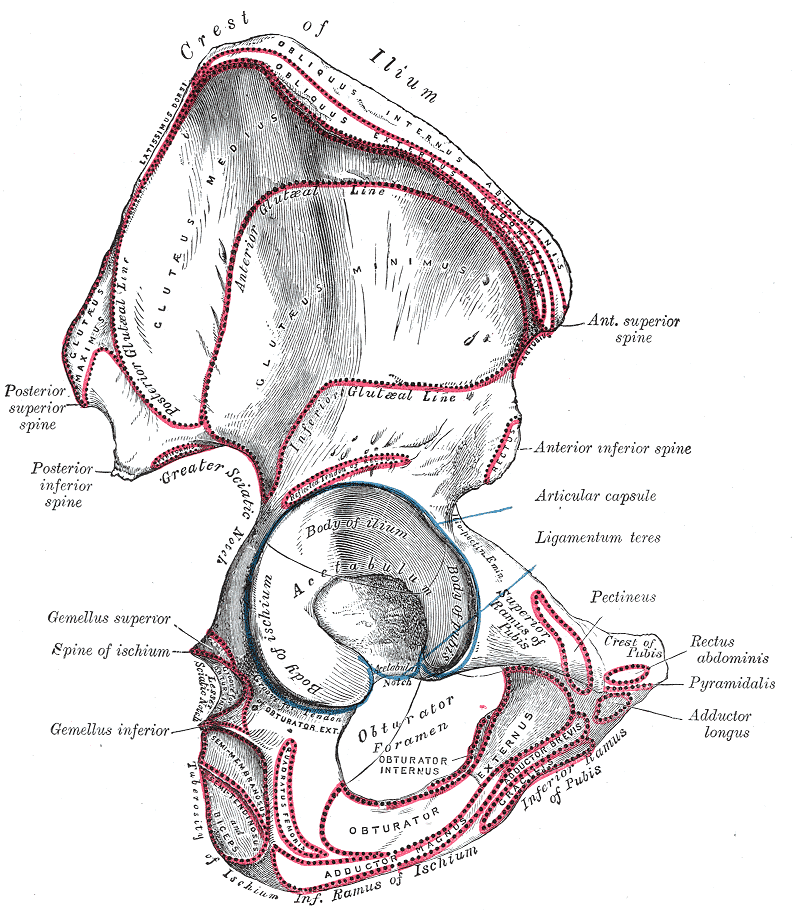
A jobb csípőcsont külső felülete. (A test a középső kék körben található, a lapát pedig felette helyezkedik el. A csípőtaréjt a legfelső címke jelzi.)
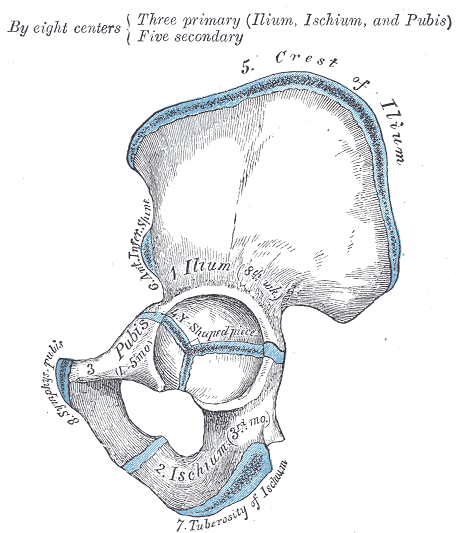
A csípőcsont, az ülőcsont és a szeméremcsont illeszkedése.
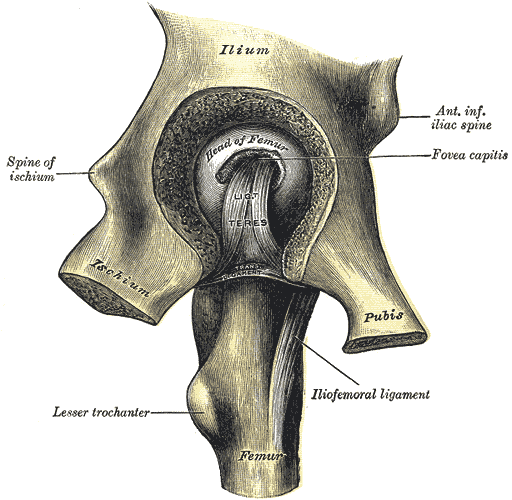
A bal combcsont illeszkedése (az ízületi árok alsó részének elhagyásával)

## Fordítás
- Ez a szócikk részben vagy egészben az Ilium (bone) című angol Wikipédia-szócikk ezen változatának fordításán alapul.  Az eredeti cikk szerkesztőit annak laptörténete sorolja fel. Ez a jelzés csupán a megfogalmazás eredetét és a szerzői jogokat jelzi, nem szolgál a cikkben szereplő információk forrásmegjelöléseként.

## Külső hivatkozások
- A medence. anatomia.uw.hu. [2011. augusztus 31-i dátummal az eredetiből archiválva]. (Hozzáférés: 2010. december 21.)